# Віла-Боа-де-Озілян
Віла-Боа-де-Озілян (порт. Vila Boa de Ousilhão; МФА: [ˈvi.ɫɐ ˈbo.ɐ dɨ o.zi.ˈʎɐ̃w]) — парафія в Португалії, у муніципалітеті Віняйш. Розташована в північно-східній частині країни, на теренах історичної португальської провінції Трансмонтана. Входить до складу округу Браганса. За адміністративним поділом, чинним до 1976 року, терени парафії були складовою провінції Трансмонтана і Верхнє Дору. Належить до Брагансько-Мірандської діоцезії Католицької церкви. Патрон — святий Михаїл. Площа — 8,2785 км². Населення — 184 ос. (2011). Слабо урбанізований регіон. Густота населення — 22,23 осіб/км²
. Код — 041229.

## Населення
| Кількість мешканців | Кількість мешканців | Кількість мешканців | Кількість мешканців | Кількість мешканців | Кількість мешканців | Кількість мешканців | Кількість мешканців | Кількість мешканців | Кількість мешканців | Кількість мешканців | Кількість мешканців | Кількість мешканців | Кількість мешканців | Кількість мешканців |
| ------------------- | ------------------- | ------------------- | ------------------- | ------------------- | ------------------- | ------------------- | ------------------- | ------------------- | ------------------- | ------------------- | ------------------- | ------------------- | ------------------- | ------------------- |
| 1864                | 1878                | 1890                | 1900                | 1911                | 1920                | 1930                | 1940                | 1950                | 1960                | 1970                | 1981                | 1991                | 2001                | 2011                |
| 320                 | 390                 | 421                 | 422                 | 459                 | 471                 | 419                 | 488                 | 480                 | 535                 | 364                 | 347                 | 201                 | 195                 | 184                 |